# Тетрактис
Тетрактис (грец. Τετρακτύς) — трикутна фігура, складена десятьма точками у формі піраміди. Геометричний символ філософської школи піфагорійців.

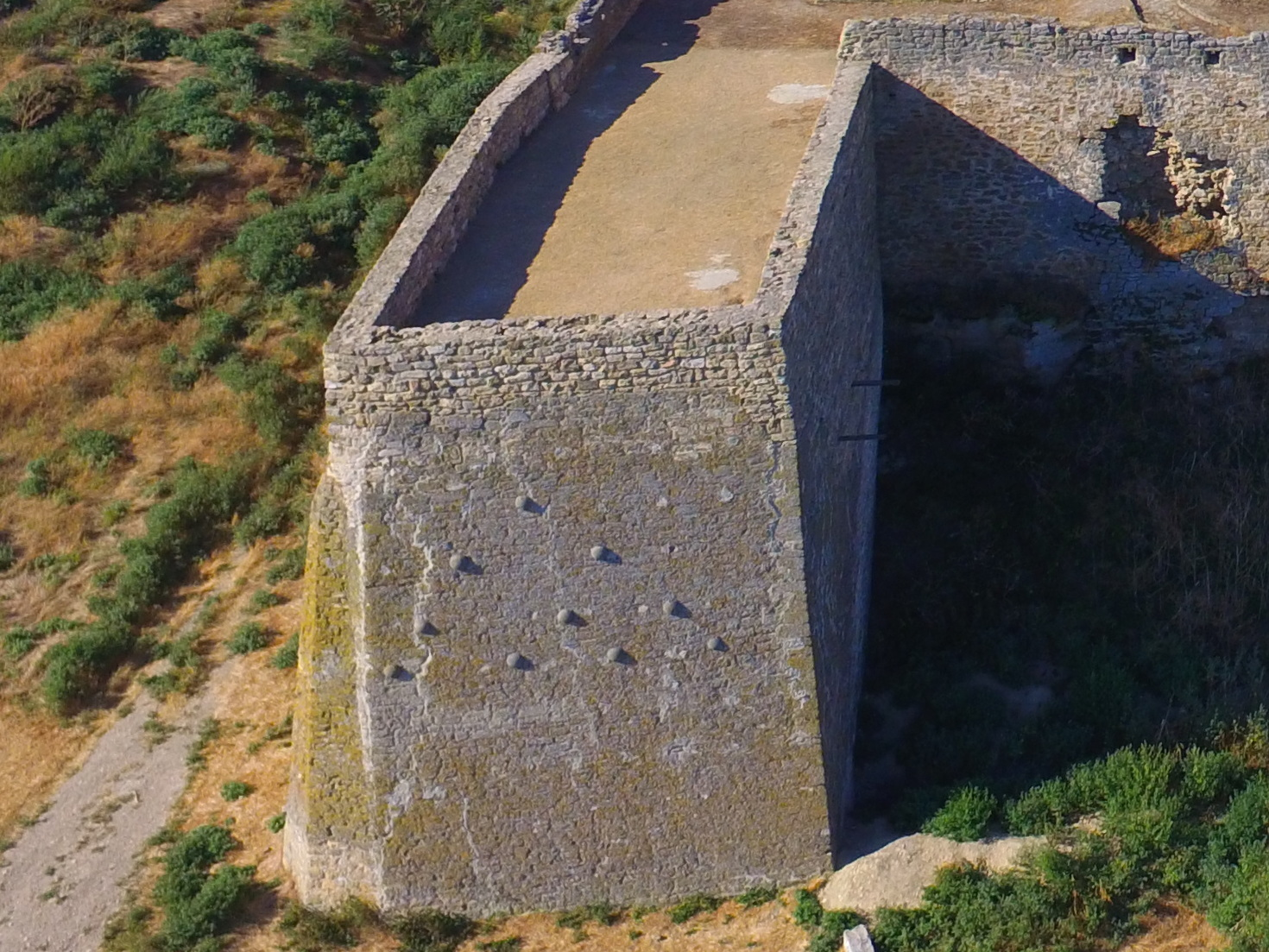
Тетраксис. Аккерманська фортеця

Тетрактис символізував гармонію всесвіту, зокрема:
- чотири стихії — земля, повітря, вогонь, вода
- базові поняття геометрії — точка, лінія, площина, простір
- пропорції 4:3, 3:2, 2:1, що відповідають музичним інтервалам октави, квінти і кварти
- три космічні сфери навколо Землі — Сонця, Місяця і планет.

У сумі числа 1, 2, 3 і 4 дають 10 — це число вважалося піфагорійцями ідеальним числом і набувало священного значення.